# Paul Bellin
Paul Bellin, né le 27 février 1931 à Charmes-sur-Rhône et mort le 9 avril 1987 à Carpentras, était un enseignant, spéléologue et préhistorien français.

## Biographie
Paul Bellin était un humaniste au sens de la Pléiade et de Montaigne. C'était un curieux, actif, promoteur d'innombrables groupes de jeunes et de moins jeunes, qu'il sut former dans la joie et la bonne humeur.
Il fut instituteur itinérant chez les Touareg et termina sa carrière comme principal du collège de Buis-les-Baronnies (Drôme).
Il fut un spécialiste international de l'art schématique méditerranéen.
- 1963 -1973 : Instituteur dans le désert du Sahara puis en Haute-Volta et pour finir au Maroc
- 1973-1977 : Directeur de CEG dans l'Aisne puis en Isère
- 1977-1987 : Principal du collège de Buis-les-Barronies en Drôme Provencale

## Activités spéléologiques
Paul Bellin fit ses premiers pas en spéléologie aux côtés de Jean-Jacques Garnier et de Claude Boisse.
Partout où il passa, en Haute-Volta, au Maroc, en Espagne, en Italie, en Suisse, il fut l'inventeur de nombreux sites et cavités karstiques.

## Publications
Il publia de nombreux articles relatifs à l'art préhistorique :
- 1954 : Une pénétration extrême d'art rupestre dans les Alpes : Pommerol [Drôme]. ; Bull. S.P.F. t. 51, no 1-2. p. 69-72, 2 fig.;
- 1959 : Art schématique de l'abri du km 89 de la N 538 près de Bourdeaux (Drôme). ; Bull. S.P.F. t. 56, no 11-12. p. 667-668, 2 fig. ;
- 1967 : Signe gravé de l'Âge des Métaux à Corrençon-en-Vercors. ; Bull. S.P.F. C.R.S.M. t. 64, no 4. p. CXXV-CXXVII, 1 fig. ;
- 1968-69 : Données nouvelles sur l'art schématique dans le sillon rhodanien et les Préalpes. ; Bull. Études préhistoriques alpines. t. 1. p. 86-106, biblio.

Autre publication :
- 1960 : Le Damier d'Abdallah